# Порховский уезд
По́рховский уе́зд (рус. дореф. Порховскій уѣздъ) — административная единица Псковской губернии Российской империи. По площади занимал 6902,5 км² (631781 десятин), население по данным переписи 1897 года — 171 819 человек. Уездным городом являлся Порхов.

## История
В древности эти земли принадлежали Новгородской республике. С 1442 года присоединены к Великому княжеству Московскому. Территория неоднократно являлась ареной московско-литовских конфликтов.

### В составе Российской империи
В 1708 году Порхов приписан к Ингерманландской губернии. С 1732 года упоминается в документах как город Новгородской провинции Новгородской губернии. В 1776 году был перечислен во вновь образованную Псковское наместничество (с 1796 года — губерния). В 1777 году в составе этой губернии учреждается Порховский уезд. Главным занятием жителей, как и в большинстве других уездов губернии, являлось хлебопашество.
Во второй половине XIX века в уезде действовала земская почта.

### При советской власти
1 августа 1927 года по постановлению Президиума ВЦИК и СНК РСФСР, территория Псковской губернии была разделена на два округа: Псковский и Великолуцкий, которые вошли в состав вновь образованной Ленинградской области. Порховский уезд, согласно данному постановлению, был ликвидирован. При этом Солецкая волость и Козловичский сельсовет Боровичской волости вошли во вновь образованный Солецкий район Новгородского округа. Оставшаяся территория была разделена между различными районами Псковского округа.

### Современное положение
На данный момент бо́льшая часть территории бывшего Порховского уезда входит в состав Порховского района Псковской области.

## Географическое положение
По состоянию на начало XX века Порховский уезд располагался в северо-западной части Псковской губернии и граничил с Псковским и Островским уездами на западе, Новоржевским и Холмским уездами на юге, с Новгородской губернией на востоке и Санкт-Петербургской губернией на севере.

## Состав уезда
Количество волостей на протяжении существования уезда периодически менялось: так, в 1861 году в состав уезда входило 30 волостей, в 1892 году их стало 22, а к 1924 году в результате укрупнения их осталось только 8.
| 1861                      | 1892                     | 1924                  |
| ------------------------- | ------------------------ | --------------------- |
| Березовская волость       | Александровская волость  | Боровичская волость   |
| Березская волость         | Бельская волость         | Залуцкая волость      |
| Богородицкая волость      | Богородицкая волость     | Первомайская волость  |
| Вышегородецкая волость    | Вышегородская волость    | Вышегородская волость |
| Глазковская волость       | Бешковицкая волость      | Порховская волость    |
| Городовицкая волость      | Городовицкая волость     | Городовицкая волость  |
| Горомулинская волость     | Верхне-Шелонская волость | Солецкая волость      |
| Горская волость           | Горская волость          |                       |
| Горушкинская волость      | Дегожская волость        |                       |
| Дновская волость          | Дновская волость         | Дновская волость      |
| Дубенская волость         | Дубенская волость        |                       |
| Дубровенская волость      | Дорогостицкая волость    |                       |
| Егольская волость         | Михайловская волость     |                       |
| Запольская волость        | Заполянская волость      |                       |
| Кривухинская волость      | Нижне-Шелонская волость  |                       |
| Куровская волость         | Сухловская волость       |                       |
| Лихачёвская волость       | Тишинская волость        |                       |
| Максаково-Борская волость | Шевницкая волость        |                       |
| Межницкая волость         |                          |                       |
| Опокская волость          |                          |                       |
| Пажеревицкая волость      | Пажеревицкая волость     |                       |
| Рельбицкая волость        |                          |                       |
| Ретенская волость         |                          |                       |
| Ручьевская волость        | Ручьевская волость       |                       |
| Сорокинская волость       | Сорокинская волость      |                       |
| Требешницкая волость      |                          |                       |
| Хохловская волость        |                          |                       |
| Шушеловская волость       |                          |                       |
| Ясенская волость          | Ясенская волость         |                       |

- Примечание: Волости, которые соответствуют друг другу выделены курсивом. В других случаях факт территориальной преемственности не обязателен.